# Hollandia az 1956. évi nyári olimpiai játékokon
Hollandia az ausztráliai Melbourne-ben és a svédországi Stockholmban megrendezett 1956. évi nyári olimpiai játékok egyik részt vevő nemzete volt. Az országot az olimpián 1 sportágban 1 sportoló képviselte, aki érmet nem szerzett.
Hollandia (Spanyolországgal, Svájccal és Kambodzsával együtt) hivatalosan bojkottálta az 1956-os olimpiát a Szovjetunió részvétele miatt, amely nem sokkal korábban megszállta Magyarországot. A lovas versenyszámokat viszont öt hónappal az olimpiai hivatalos időtartama előtt rendezték meg Svédországban, így ott részt vett egy holland lovas.

## Lovaglás
megjegyzés: A lovas versenyszámokat a svédországi Stockholmban rendezték meg a szigorú ausztrál állat-egészségügyi szabályok miatt.
Díjlovaglás
| Versenyző             | Ló     | Versenyszám | Döntő | Döntő    |
| Versenyző             | Ló     | Versenyszám | Pont  | Helyezés |
| --------------------- | ------ | ----------- | ----- | -------- |
| Alexis Pantchoulidzew | Lascar | Egyéni      | 586,5 | 28.      |